# Amfepramone
Amfepramone, còn được gọi là diethylpropion, là một chất kích thích của phenethylamine, amphetamine, và cathinone lớp được sử dụng như một cảm giác thèm ăn. Nó được sử dụng trong quản lý béo phì ngắn hạn, cùng với thay đổi chế độ ăn uống và lối sống. Amfepramone là chặt chẽ nhất về mặt hóa học liên quan đến các thuốc chống trầm cảm và ngừng hút thuốc viện trợ bupropion (trước đây gọi là amfebutamone), mà cũng đã được phát triển như là một loại thuốc giảm cân khi trong một sản phẩm kết hợp với naltrexone.

## Lạm dụng
Amfepramone được cho là có khả năng lạm dụng tương đối thấp. nhưng gần đây đã có báo cáo về thanh thiếu niên và người lớn ở Anh lạm dụng loại thuốc này, được gọi là "bia mộ" cho những kẻ lạm dụng.

## Dược lý
Bản thân Amfepramone không có bất kỳ ái lực nào đối với các chất vận chuyển monoamin và thay vào đó có chức năng như một tiền chất của ethcathinone. Ethcathinone (và do đó là amfepramone) là một loại dopaminergic và serotonergic rất yếu, và mạnh hơn khoảng 10 và 20 lần so với norepinephrine. Do đó, ethcathinone và amfepramone về cơ bản có thể được coi là một thành viên của nhóm thuốc được gọi là thuốc giải phóng norepinephrine (NRA).

## Hóa học
Amfepramone có thể được tổng hợp từ propiophenone bằng cách brom hóa, sau đó là phản ứng với diethylamine.

## Xã hội và văn hoá

### Tên gọi
Một tên khác được sử dụng về mặt y tế là diethylpropion (BAN và AAN). Tên hóa học bao gồm: α-methyl-β-keto- N, N -diethylphenethylamine, N, N -diethyl-β-ketoamphetamine và N, N -diethylcathinone. Tên thương hiệu bao gồm: Anorex, Linea, Nobesine, Prefamone, Regenon, Tepanil và Teniated.

### Tính hợp pháp
Amfepramone được phân loại là chất được kiểm soát theo Lịch IV tại Hoa Kỳ. Nó cũng là một chất được kiểm soát theo Lịch IV ở Canada. Ở Anh Amfepramone là thuốc loại C  và là một loại thuốc, đây là loại thuốc được kiểm soát theo Lịch trình 3, cần có quyền giám hộ an toàn.